# Massacre de Sơn Thắng
O massacre de Sơn Thắng (/sənˈtæŋ/ sən-TANG, vietnamita: [ʂəːŋ˧˧ tʰaŋ˦˧˥]) foi um massacre perpetrado pelo Corpo de Fuzileiros Navais dos Estados Unidos durante a Operação Imperial Lake em 19 de fevereiro de 1970, no qual sete mulheres e nove crianças foram mortas. Os fuzileiros navais relataram que os civis assassinados eram vietcongues mortos em um tiroteio. Esses incidentes foram reportados por civis e acusações foram apresentadas contra os fuzileiros navais. Quatro fuzileiros navais foram submetidos à corte marcial e um foi condenado a cinco anos de prisão e o outro à prisão perpétua, mas o major-general Charles F. Widdecke reduziu cada sentença para menos de um ano.

## Antecedentes
Em 12 de fevereiro, uma emboscada pelos vietcongues matou nove fuzileiros navais da Companhia B, 1.º Batalhão, 7.º Marines.:345
Uma patrulha  "hunter-killer" de cinco homens dos fuzileiros navais liderada pelo anspeçada Randell D. Herrod, que estava no país há sete meses, ao lado do soldado raso Thomas R. Boyd Jr., do soldado de primeira classe Samuel G. Green, do soldado de primeira classe Michael A. Schwarz e do anspeçada  Michael S. Krichten, que estavam no Vietnã há apenas um mês, foi enviada de Firebase Ross. O comandante da companhia, primeiro-tenente Lewis Ambort, ordenou que a equipe vingasse as baixas da companhia e "pegasse alguns gooks esta noite".:345
A aldeia de Sơn Thắng estava localizada a 3,2 km a sudoeste de Firebase Ross. Os aldeões já haviam sido instruídos a se mudarem para uma "zona segura" na região, mas eles recusaram.

## Massacre
Ao chegar a Sơn Thắng, a equipe encontrou três pequenas cabanas na área. Eles ordenaram que os habitantes,  mulheres e crianças pequenas, saíssem. Herrod então ordenou que a equipe atirasse contra o grupo, matando todos. A equipe posteriormente seguiu para uma segunda cabana e fez o mesmo lá. Em seguida, a equipe chegou a uma terceira cabana e também matou todos os moradores. Ao todo, sete mulheres e nove crianças foram mortas.:345
Ao retornar à base, a equipe "relatou um tiroteio com 15-20 vietcongues" e que seis inimigos foram mortos.:345
Na manhã seguinte, após um parecer de civis vietnamitas, outra patrulha dos fuzileiros navais entrou em Sơn Thắng e encontrou os mortos. O quartel-general do Batalhão de Fuzileiros Navais contestou o relatório pós-ação do primeiro-tenente Ambort e ele acabou admitindo tê-lo falsificado. Em 20 de fevereiro, o comandante da 1.ª Divisão de Fuzileiros Navais, major general Edwin B. Wheeler, relatou à III Força Anfíbia de Fuzileiros Navais que um "possível incidente grave" ocorreu em Sơn Thắng.:345

## Consequências
Em 23 de fevereiro, Ambort foi destituído do comando e no dia seguinte foi iniciada uma investigação pré-julgamento que acusou os cinco fuzileiros navais da patrulha de homicídio. Ambort recebeu uma carta de repreensão e multa por fazer um relatório falso. Em 15 de maio, quatro membros da patrulha foram levados à corte marcial, enquanto o outro membro, Krichten, concordou em auxiliar a promotoria. O julgamento começou em junho. Schwarz foi considerado culpado de 12 acusações de assassinato premeditado e condenado à prisão perpétua com trabalhos forçados e dispensado de forma desonrosa. Green foi considerado culpado de 15 acusações de homicídio não premeditado. Ele foi condenado a cinco anos de prisão com trabalhos forçados e dispensado de forma desonrosa. Green ficou surpreso com a leniência da sentença, comentando "Cinco anos por isso?".
Herrod e Boyd foram absolvidos. Depoimento extremamente favorável como testemunha de caráter foi dado pelo amigo de Herrod, Oliver North, cuja vida foi salva por ele alguns meses antes. Em 15 de dezembro de 1970, o major-general Charles F. Widdecke reduziu cada uma das sentenças de Schwartz e Green para um ano.:347 Ambos foram libertados da prisão em 1971.
O massacre e suas implicações legais foram escritos pelo professor Gary D. Solis, um veterano do Corpo de Fuzileiros Navais e professor de direito na Universidade de Georgetown no livro Son Thang: An American War Crime.
Em 1977, por insistência do futuro secretário da Marinha James Webb, comandante de pelotão do Corpo de Fuzileiros Navais e comandante de companhia na área de Son Thang, a dispensa desonrosa de Green foi modificada para dispensa geral. No entanto, isso foi irrelevante uma vez que Green se suicidou em julho de 1975. Após sua absolvição, Herrod foi dispensado. Em 1991, ele escreveu um livro sobre sua corte marcial chamado Blue's Bastards: A True Story of Valor Under Fire. Herrod morreu em 22 de setembro de 2017, aos 68 anos.

## Nota
- Este artigo foi inicialmente traduzido, total ou parcialmente, do artigo da Wikipédia em inglês cujo título é «Sơn Thắng massacre».